# Henryk Strąpoć

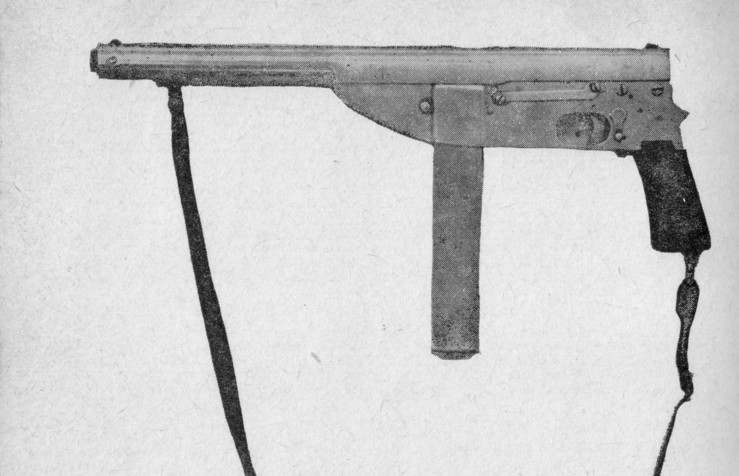
Pistolet maszynowy Bechowiec skonstruowany i produkowany przez Henryka Strąpocia

Henryk Strąpoć ps. „Mewa” (ur. 13 marca 1922 w Czerwonej Górze, zm. ?) – żołnierz Batalionów Chłopskich, plutonowy, konstruktor broni palnej.

## Życiorys
Urodził się 1922 w rodzinie chłopskiej jako syn Bolesława i Anieli. Mając 15 lat jako samouk skonstruował pierwszy pistolet, wyglądem przypominający FN Browning M1900. Był rolnikiem prowadzącym gospodarstwo we wsi Podlesie w powiecie opatowskim.
W dniu 1 lutego 1942 wstąpił do Batalionów Chłopskich i przyjął pseudonim Mewa. Był łącznikiem komendy BCh Obwód Opatów (Okręg Kielce BCh). W 1943 przeszedł do Państwowego Korpusu Bezpieczeństwa. Brał udział w akcjach dywersyjno-sabotażowych. W związku z brakami broni w oddziałach BCh wykonał jako konstruktor amator w warunkach konspiracyjnych pistolet maszynowy, nazwany Bechowiec. Z pomocą ludzi z organizacji, w Hucie Ostrowiec wykonano kolejne sztuki broni. W sumie w latach 1943–1944 wyprodukowano 11 pistoletów Bechowiec, których używali żołnierze Batalionów Chłopskich twierdząc, że działały one lepiej niż steny.
W okresie Polski Ludowej, kiedy jego broń trafiła do Muzeum Wojska Polskiego został zaproszony do Warszawy i pozytywnie zweryfikowany jako jej konstruktor.
Po zakończeniu wojny uczęszczał do szkoły mechanicznej w Sławięcicach.

## Odznaczenia
- Krzyż Partyzancki